# Weiherberg (Rhön)
Der Weiherberg ist ein 785,7 m ü. NHN hoher Berg in der Rhön. Er liegt in der Wasserkuppenrhön zwischen Dietges und Sieblos im hessischen Landkreis Fulda.

## Geographie

### Lage
Der Weiherberg erhebt sich im Naturpark Hessische Rhön und im Biosphärenreservat Rhön zwischen den Bergen Wasserkuppe im Südosten und Milseburg im Nordnordwesten. Sein Gipfel liegt 1,4 km nordwestlich von Abtsroda, 1,4 km nördlich von Sieblos, 1,3 km ostnordöstlich von Mittelberg und 1 km östlich von Grabenhof, vier Ortsteilen von Poppenhausen, sowie 1,7 km südwestlich von Dietges, einem Ortsteil von Hilders.

### Naturräumliche Zuordnung
Der Weiherberg gehört in der naturräumlichen Haupteinheitengruppe Osthessisches Bergland (Nr. 35), in der Haupteinheit Hohe Rhön (354) und in der Untereinheit Zentrale Rhön (354.1) zum Naturraum Wasserkuppenrhön (354.10), der sich im Wesentlichen südöstlich des Berges ausbreitet. In den sonstigen Himmelsrichtungen leitet die Landschaft in die zur Haupteinheit Vorder- und Kuppenrhön (353) zählende Untereinheit Westliches Rhönvorland (353.1) über.

### Nebenkuppen und Nachbarberg
Nebenkuppen des Weiherbergs sind die Heidigskuppe (702 m; ⊙) im Südwesten und das Fuchsküppel (775 m; ⊙) im Nordosten. Ein Sporn im Nordosten, zu dem die Landschaft aus Richtung des Berggipfels vorbei an der Enzianhütte überleitet, ist der Bornberg; auf topographischen Karten ist dort an einem Waldweg die Höhenangabe (631,7 m) und auf der Ostflanke des Weiherberges, ohne Höhenangabe, der Name Heiligenberg zu finden. Südlicher Bergnachbar ist die Weiherkuppe (758,6 m).

### Fließgewässer
Fließgewässer, die auf oder nahe dem Weiherberg entspringen, sind (im Uhrzeigersinn): Scheppenbach (Nordnordwesten), Brandbach (Nordosten) und Schlichtwasser (Südosten), die zum Einzugsgebiet der Ulster gehören, sowie Weiherbergerbach (Süden) und Schöpfersbach (Westen), die zu jenem der Lütter zählen; jenseits der Quelle des Scheppenbachs entspringen in Bergnähe die Wanne (Westnordwesten) und Bieber (Nordwesten), die in die Haune münden.

## Schutzgebiete
Auf dem Weiherberg liegen Teile des Landschaftsschutzgebiets Hessische Rhön (CDDA-Nr. 378477; 1967 ausgewiesen; 410,1096 km² groß), des Fauna-Flora-Habitat-Gebiets Hochrhön (FFH-Nr. 5525-351; 48,0962 km²) und des Vogelschutzgebiets Hessische Rhön (VSG-Nr. 5425-401; 360,8013 km²). Bis auf den Übergangsbereich zur südlich gelegenen Weiherkuppe reichen Teile des Naturschutzgebiets Weiherkuppe bei Sieblos (CDDA-Nr. 555546335; 1989; 9,88 ha).

## Verkehr, Wandern und Freizeit

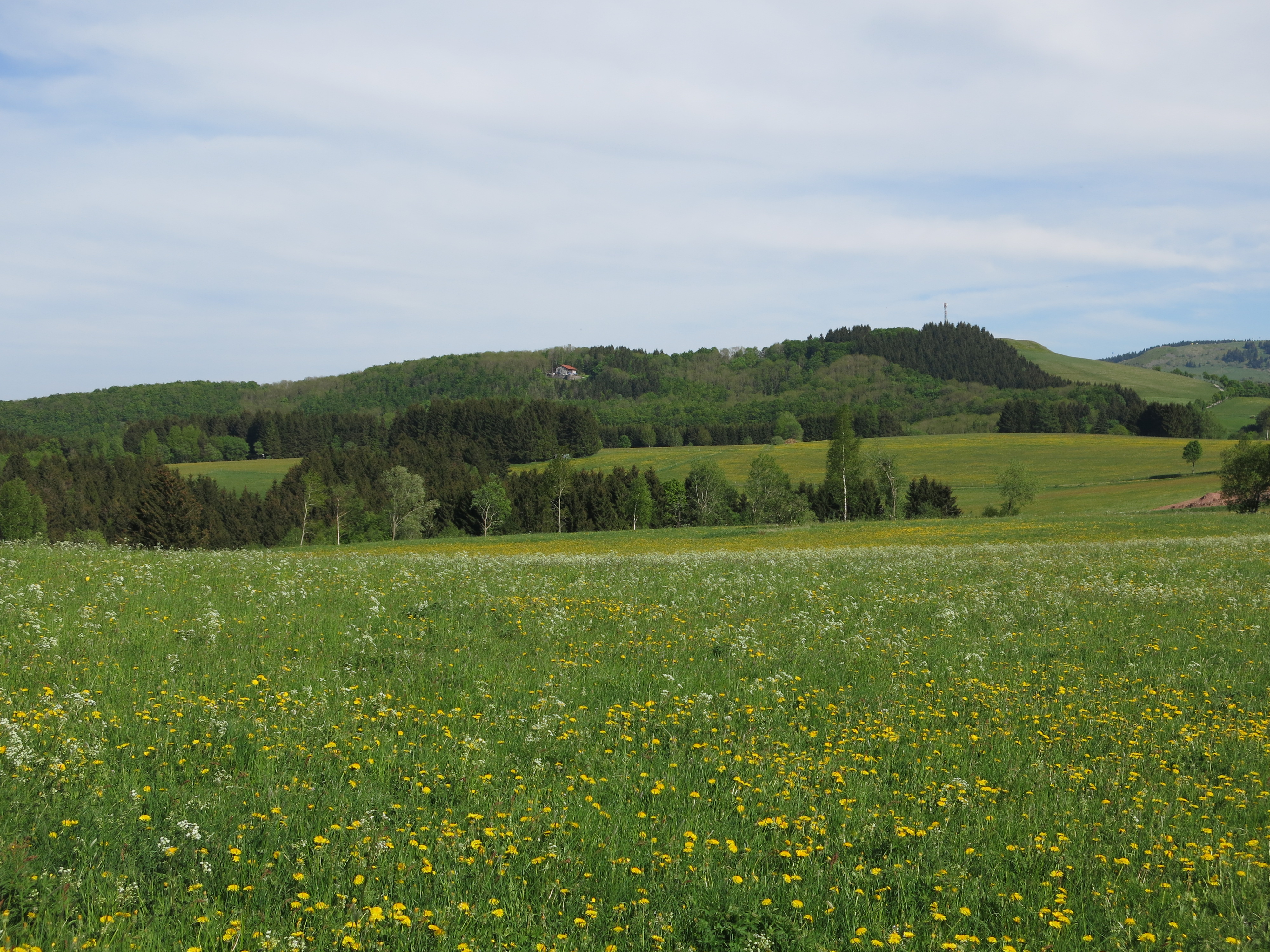
Die Nordseite des Weiherbergs mit der Enzianhütte

Nördlich vorbei am Weiherberg führt durch die Weiler und Ortschaften Mittelberg, Grabenhof und Dietges die Bundesstraße 458. An der Straße liegt am Gebirgspass Grabenhöfchen (685 m) der gleichnamige Wandererparkplatz. In Dietges wird die B 458 von der Landesstraße 3068 gekreuzt. Sie ist Teil des Hochrhönrings und verläuft an der Ostseite des Weiherbergs in den Sattel (694 m) zwischen ihm und der Wasserkuppe. Hier  zweigt die L 3307 ab, die südlich am Weiherberg vorbei durch Sieblos und Tränkhof weiter nach Poppenhausen führt. Nahe dieser Abzweigung befindet sich auch der Wandererparkplatz Abtsroda.
In Gipfelnähe verläuft über den Südhang des Berges im Bereich zwischen der Milseburg, dem Weiherberg, Abtsroda und der Wasserkuppe ein gemeinsamer Abschnitt der europäischen Fernwanderwege E3 und E6. Der Berg ist außerdem von Wanderwegen des Rhönklubs und einer Variante des Hochrhöners touristisch erschlossen. Auf seinem Nordhang steht die Enzianhütte, eine bewirtschaftete Schutzhütte des Deutschen Alpenvereins, Sektion Fulda. Abgesehen vom Nordhang ist die großflächige Gipfelregion mit Sendemast unbewaldet; sie bietet gute Aussichtsmöglichkeiten besonders nach Westen und Osten. Außerdem wird der Berg als Gelände für den Betrieb von Modellflugzeugen genutzt.

Panorama vom Weiherberg